# Mahindra Scorpio

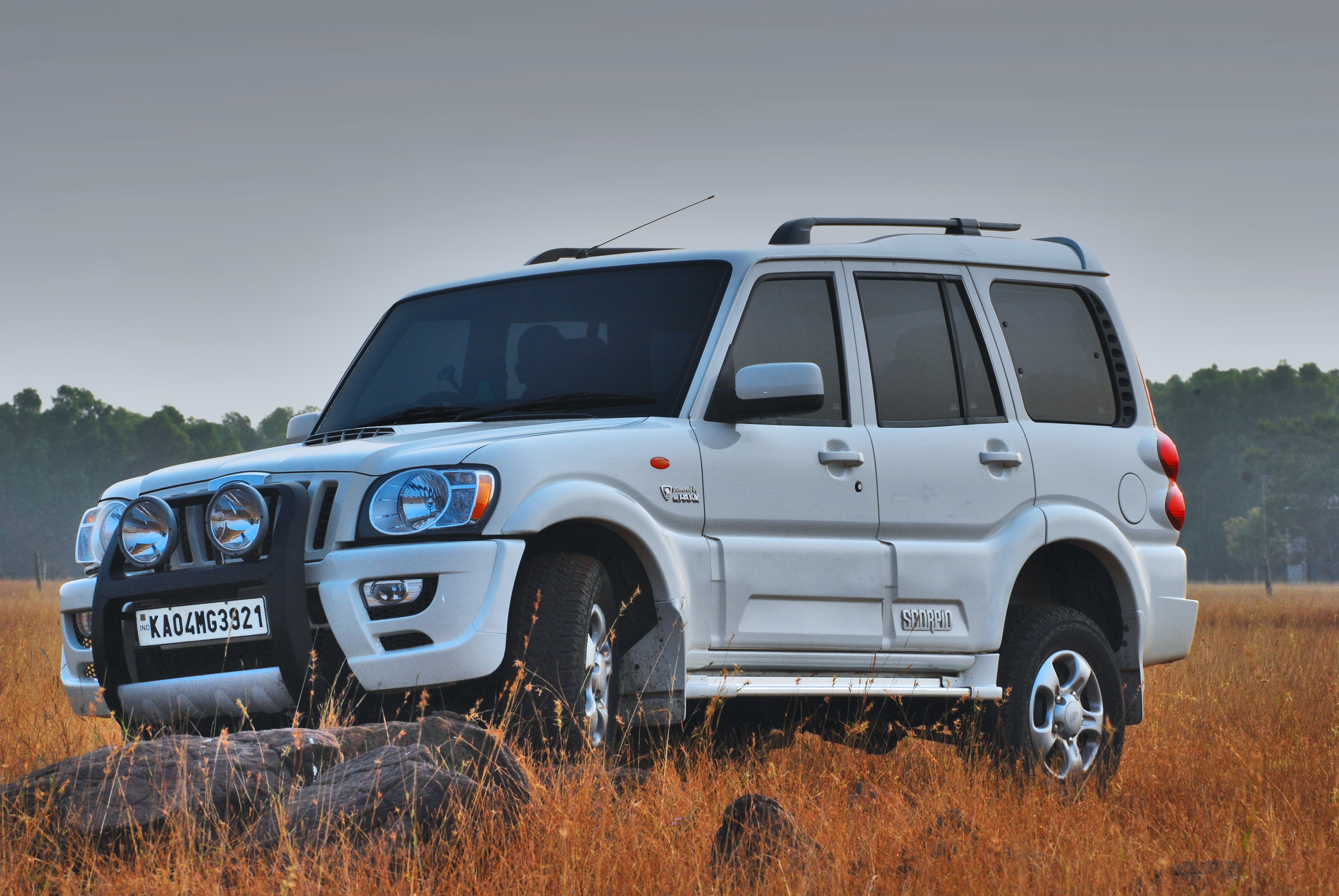
Mahindra Scorpio con placa de la India.

El Mahindra Scorpio, conocido en Europa como Mahindra Goa,   es un todoterreno indio del año 2002, fabricado por Mahindra & Mahindra Limited.
El Mahindra Scorpio tiene tres motores uno de gasolina 2.1, de 116cv, 4 cilindros y 2.179 c.c. y una velocidad maxíma de 167 Km/h y  dos DIESEL, un 2.2TurboDiesel de 120cv y una velocidad máxima de 156 Km/h y un 2.6 TurboDiesel de 115cv y una velocidad maxíma de 162 Km/h.
Se fabrica en la India y en Egipto (BAG).